# Alzata laterale
Le alzate laterali (in inglese lateral raise, side raise o shoulder fly) sono un esercizio con i pesi mirato prevalentemente alla stimolazione del capo laterale del muscolo deltoide.

## Esecuzione

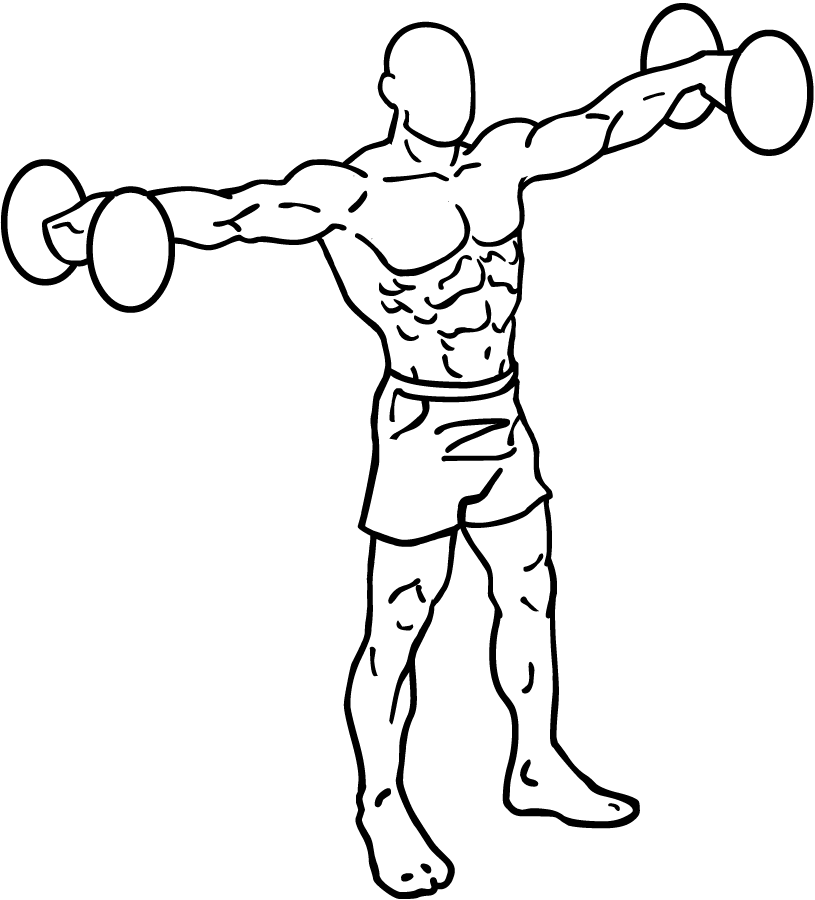
Fase finale di un'alzata laterale a presa prona (non intrarotata)

L'esercizio delle alzate laterali parte solitamente dalla posizione eretta (standing lateral raise), con gambe leggermente divaricate, e ginocchia leggermente flesse per ammortizzare il carico, busto dritto o leggermente flesso. La partenza del movimento prevede le braccia lungo i fianchi e non davanti al corpo, mentre i manubri vengono impugnati in posizione prona, ovverosia, durante l'esecuzione i palmi guardano verso il basso. Durante il movimento di abduzione delle braccia, i gomiti sono leggermente flessi e bloccati, quindi non variano la loro lunghezza e non vengono mobilizzati durante l'esecuzione. Il blocco articolare del gomito rende tale esercizio monoarticolare o di isolamento, a significare che l'unica articolazione mobile durante il movimento è quella della spalla. Questo per ottenere in massimo isolamento del deltoide e l'esclusione della muscolatura sinergica che mobilita il gomito. L'abduzione del braccio arriva fino a 90°, cioè al livello in cui il braccio raggiunge la linea orizzontale, e il gomito raggiunge il livello della spalla. Durante la fase concentrica (o positiva) è possibile intrarotare leggermente le braccia, imitando il gesto di versare l'acqua da una bottiglia, tuttavia questa manovra può potenzialmente infiammare i tendini della cuffia dei rotatori, in particolare il sovraspinato. Viene sottolineato il fatto che proprio l'abduzione del braccio in intrarotazione risulti in questo contesto il peggiore movimento per il rischio di sviluppo o degenerazione della sindrome da impingement.

## Varianti

### Alzate laterali da seduto
Come tutti gli esercizi eseguiti da seduto, anche le alzate laterali da seduto (seated lateral raise) sono in grado di limitare il cheating e i movimenti compensatori involontari che avvengono mediante la spinta degli arti inferiori. Gli esercizi da seduti sarebbero quindi ritenuti più indicati per il maggiore isolamento distretto muscolare e la massima sicurezza, evitando eventuali movimenti scorretti. È possibile utilizzare una panca con lo schienale a 90°, che permette di fissare il tronco (perpendicolare al suolo), o scegliere la variante senza schienale. In questo ultimo caso è evidente che anche la muscolatura del tronco (gruppo addominale e lombare) eserciterà un lavoro di stabilizzazione particolarmente significativo, e sarà più facile usare il cheating nel caso vengano impiegati carichi relativamente più elevati.

### Alzate laterali a L
Le alzate laterali a L (L-lateral raise) o a gomiti piegati prevedono una leggera modifica nel grado di flessione del gomito. Anche in questo caso il gomito rimane bloccato e quindi immobile durante l'esecuzione, tuttavia invece di risultare leggermente flesso, esso viene portato a formare un angolo di 90°. Questo porta a ridurre il braccio di leva e quindi a ridurre la resistenza, facilitando il sollevamento del carico, il quale di conseguenza risulterà più leggero. Questa variazione porta ad enfatizzare l'attività degli extrarotatori del braccio, i quali saranno altamente coinvolti ponendo un'alta resistenza per impedire che il braccio subisca un'intrarotazione passiva a causa dell'attrazione gravitazionale del carico verso il basso. In altre parole, una volta che il braccio raggiunge la linea orizzontale e il gomito è flesso a 90°, ciò che permette anche all'avambraccio di mantenere la posizione orizzontale e parallela rispetto al pavimento sono gli extrarotatori del braccio, che esercitano una grande resistenza per impedire l'intrarotazione.
Alcuni autori hanno suggerito una variazione delle alzate laterali a L per stimolare ulteriormente gli extrarotatori, la quale prevede, una volta che le braccia sono parallele al pavimento, un'extrarotazione dell'omero in modo che gli avambracci risultino perpendicolari al pavimento (come nella fase intermedia di una shoulder press). Questa variante quindi si presenterebbe come un movimento misto composto dalle alzate laterali a L e le classiche extrarotazioni a braccia abdotte per la cuffia degli extrarotatori (sottospinato, piccolo rotondo, e sovraspinato in misura minore perché precontratto). Va fatto presente tuttavia che questo movimento potrebbe enfatizzare il rischio di impingement.

### Alzate laterali proni su panca inclinata 75°
Le alzate laterali da seduti proni su panca inclinata vengono praticate inclinando leggermente una panca a circa 75° e posizionandosi proni con il petto in appoggio sullo schienale. Una valida alternativa alla panca tradizionale può essere l'utilizzo della panca Scott appoggiando il petto sull'imbottitura. L'esercizio si presenta interessante dal punto di vista della sicurezza e dell'isolamento per quanto riguarda i pesi liberi, ed ha il pregio di ridurre notevolmente il rischio infortuni a carico dell'articolazione della spalla e della zona lombare e cervicale. Non solo viene impedito il cheating (il movimento compensatorio) eventuale favorito dagli arti inferiori grazie alla posizione da seduto, ma permette anche di mantenere il busto inclinato e bloccato, escludendo anche il cheating provocato da un'eventuale spinta lombare (colpo di reni). In questo senso verrebbe protetta anche la zona lombare, specie per i soggetti iperlordotici o affetti da lombalgia. L'esercizio quindi porta alla massima esclusione possibile della muscolatura stabilizzatrice. Per questa peculiarità, l'esercizio permette di isolare al massimo i deltoidi, e ciò può essere notabile visti i carichi notevolmente inferiori che si riescono a sollevare rispetto alle versioni classiche in posizione eretta.
Alcuni specialisti suggeriscono che l'esecuzione delle alzate laterali a busto flesso a 75° su panca riesca ad evitare l’impingement, presentandosi come sostituzione alle classiche alzate laterali permettendo comunque l'isolamento del deltoide laterale. Va segnalato che la posizione del busto leggermente flessa impone un movimento di abduzione verso dietro (rispetto all'asse longitudinale del busto) portando ad escludere l'intervento del deltoide anteriore a favore del deltoide posteriore. Più la panca è inclinata e più il deltoide posteriore verrà coinvolto.

### Alzate laterali distesi a terra
le alzate laterali possono essere eseguite anche con corpo disteso a terra su un lato. Come nelle alzate laterali su panca, questo esercizio permette il massimo isolamento dei muscoli della spalla. Come nelle alzate laterali in piedi, l'apice dello sforzo si incontra quando il braccio è perpendicolare al pavimento, tuttavia nelle alzate laterali da terra, il braccio si trova in questa posizione nella parte finale del movimento, quando arriva a toccare il busto.

### Alzate laterali decubito laterale
Le alzate laterali decubito laterale (side lying lateral raise) sono una versione delle alzate laterali con manubri in modalità monolaterale (a braccio singolo) praticata posizionandosi decubito su un fianco su una panca, solitamente inclinata a 30-45°, ma è possibile eseguirla anche su panca piana. Tale posizione del corpo permette una diversa distribuzione della forza durante il movimento. Infatti, nelle normali alzate laterali in posizione eretta la forza di gravità esercita un'azione minima quando le braccia sono più addotte (vicino ai fianchi) creando una situazione più vantaggiosa per il deltoide (muscolo allungato), mentre nel decubito laterale si ottiene la massima azione della forza di gravità (maggiore momento torcente) proprio quando le braccia sono più addotte. Ciò in conclusione implica che nella stazione eretta si fa più fatica man mano che il braccio si eleva fino all'orizzontale, mentre viceversa nel decubito laterale lo sforzo è maggiore alla partenza decresce via via che il braccio viene abdotto. Un vantaggio biomeccanico potenziale dato dall'esercizio è quello di ridurre l'attività degli elevatori delle scapole (fasci superiori del trapezio, gran dentato, elevatore della scapola), in quanto da analisi elettromiografiche (EMG) emerge che la scapola inizi ad elevarsi (per azione di questo gruppo di muscoli) superati circa i 30° di abduzione del braccio. L'esercizio permette di limitare il range di movimento (ROM) dell'esercizio solo nei gradi dove avviene la maggiore resistenza, che in questo caso potrebbero essere indicativamente tra i 0° e i 45° di abduzione, quando gli elevatori delle scapole non giocano un ruolo importante. Questa variante potrebbe quindi essere suggerita ai soggetti con la tendenza ad alzare il moncone delle spalle eseguendo le normali alzate laterali.
Sebbene le alzate laterali in decubito laterale siano ritenute utili per lo stimolo del deltoide laterale, in realtà  presentano un notevole svantaggio in termini di reclutamento del deltoide. Analizzando l'attività dei muscoli che abducono il braccio, si può notare che nei primi 15-30° di abduzione, i muscoli responsabili di questo movimento non sono i deltoidi, ma la cuffia dei rotatori, soprattutto il sovraspinato. Altre fonti accreditate suggeriscono che fino a 60° di abduzione l'attività è a carico della cuffia dei rotatori, in particolare del sovraspinato e non del deltoide. Ciò significherebbe che, dal momento che le alzate laterali decubito laterale pongono una maggiore difficoltà nelle prime fasi dell'abduzione (~0-60°), queste portano ad una maggiore sollecitazione della cuffia dei rotatori e ad una minore sollecitazione del deltoide, che inizia ad attivarsi come minimo a 15° di abduzione, anche se viene segnalano che il suo contributo diventi importante appena a 60°, quando in questo esercizio la tensione subisce una riduzione significativa. A confermare direttamente queste conclusioni è stato uno studio elettromiografico (Horrigan et al., 1999) in cui è stato rilevato che questa particolare forma di abduzione (con busto flesso lateralmente a 45°) imponga un contributo della cuffia dei rotatori significativamente maggiore (eccetto il piccolo rotondo) rispetto alla shoulder press e alle alzate laterali in intrarotazione (sul piano scapolare). In conclusione, le alzate laterali in decubito laterale sono un esercizio relativamente più rivolto allo stimolo della cuffia dei rotatori e molto meno al deltoide. Più il busto tende all'inclinazione, e meno il deltoide viene sollecitato. Si può quindi concludere che nell'esercizio praticato decubito su panca piana la sollecitazione del deltoide sia inconsistente.

### Alzate laterali ai cavi

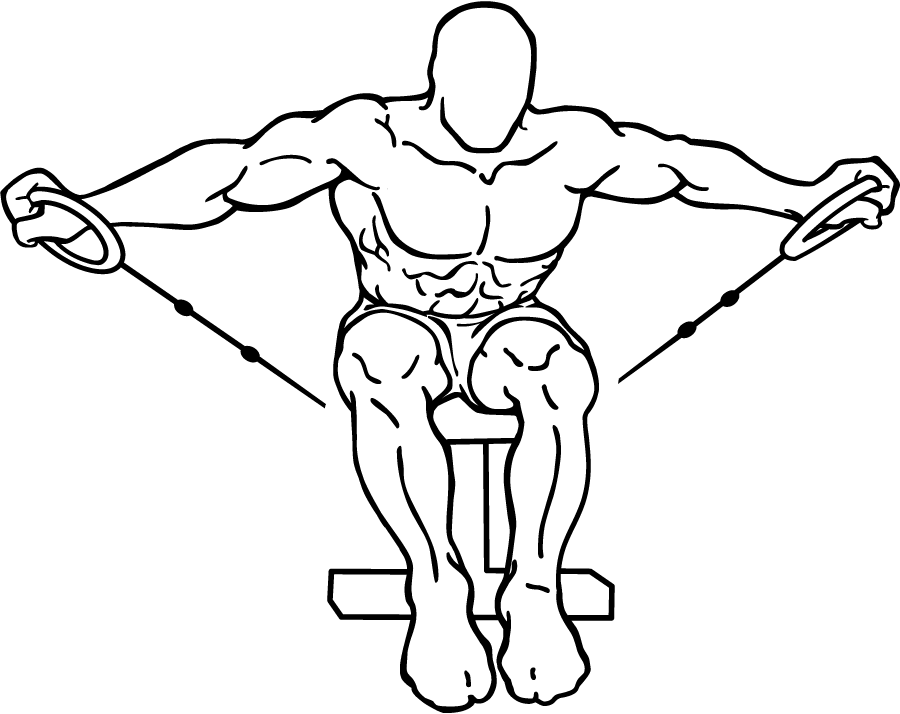
Rappresentazione delle alzate laterali ai cavi nella versione seduti su panca

Le alzate laterali ai cavi (cable lateral raise) sono la variante delle alzate laterali praticate ai cavi bassi. Possono essere eseguite in modalità bilaterale (cavi incrociati) o monolaterale, in posizione eretta o seduti su panca. Tale modalità ricalca le normali alzate laterali con manubri, con il vantaggio di ottenere una tensione meglio distribuita lungo l'arco di movimento (ROM) previsto, e quindi di mantenere una certa resistenza anche quando le braccia sono addotte lungo i fianchi, grazie al fatto che il cavo non è vincolato dalla gravità. Da qui la proposta di alcuni autori di poter eseguire la modalità con la partenza davanti o dietro al corpo. Nel primo caso si porterebbe in prestiramento il fascio posteriore del deltoide con una linea d'azione verso dietro, aumentando la sollecitazione di questi fascio. Nel secondo caso, partendo da dietro, si porterebbe in prestiramento il deltoide anteriore, aumentandone lo stimolo a scapito del capo posteriore.
Anche in questo caso non viene però considerato il principio biomeccanico essenziale che vede come protagonisti dei primi 60° circa di abduzione la cuffia dei rotatori e non il deltoide. Quindi il fatto che i cavi portino ad un aumento della tensione e del lavoro muscolare nei primi gradi di abduzione si traduce perlopiù in un maggiore stimolo della cuffia dei rotatori, in particolare del sovraspinato, mentre il deltoide non riesce a svolgere un ruolo significativo fino a 60° di abduzione, un livello in cui la tensione viene ottenuta in maniera importante anche con i pesi liberi. Partire con i cavi da una posizione davanti o dietro al corpo quindi non dovrebbe sollecitare in maniera significativamente differente i capi del deltoide, almeno fino a quando non si raggiunge un grado di abduzione sufficiente ad attivarli in maniera più significativa (circa 60°). Analisi elettromiografiche hanno osservato che l'attivazione muscolare tra le alzate laterali ai manubri o ai cavi risulti simile, sebbene la variante ai manubri abbia dimostrato la maggiore attività in assoluto (Botton et al., 2013).

### Alzate laterali inverse
Le alzate laterali, nella loro esecuzione classica, sono generalmente ritenute un esercizio potenzialmente lesivo per l'articolazione della spalla. Come sarà spiegato più nel dettaglio in seguito, durante il movimento di abduzione in intrarotazione, la spazio subacromiale si riduce e la grande tuberosità dell'omero porta a sfregare o grattare i tendini della cuffia dei rotatori e la borsa subacromiale contro l'acromion, rendendo la traiettoria poco fisiologica. Questo movimento reiterato nel tempo porta all'insaturarsi della cosiddetta sindrome da impingement e quindi ad un'infiammazione tendinea. Le alzate laterali inverse, eseguite cioè a presa neutra o supina, rappresentano un'alternativa all'esercizio tradizionale, generalmente suggerite proprio per evitare la sindrome da impingement. Oltre a presentarsi come valida alternativa alle normali alzate laterali, questa modalità contribuisce a salvaguardare l'integrità dell'articolazione. L'esercizio permette inoltre di aumentare il range di movimento del braccio superando il 90° di abduzione e arrivando potenzialmente anche a 180°, in quanto l'extrarotazione impedisce che la grande tuberosità omerale entri in conflitto con l'acromion. Analizzando la biomeccanica di questa variante, è interessante notare che essa si proponga come la risposta monoarticolare all'esercizio della shoulder press (escludendo quindi la mobilizzazione del gomito), in quanto, analogamente a quest'ultimo esercizio, viene previsto un movimento di abduzione del braccio in extrarotazione. Alcuni autori suggeriscono che l'alzata laterale in extrarotazione porti a distribuire maggiormente il carico sul capo anteriore e meno sul laterale. Ciò in quanto, secondo il principio della precontrazione e del prestiramento muscolare, l'extrarotazione porta in prestiramento il capo anteriore e in precontrazione il capo laterale, di conseguenza il fascio maggiormente stirato prevarrebbe su quello più contratto durante il movimento. Sebbene tale principio sia applicabile nella maggior parte dei casi, alcuni studi elettromiografici sull'analisi dell'attivazione muscolare durante l'esecuzione della shoulder press (il movimento del braccio è esattamente il medesimo) hanno rivelato che, almeno nella variante con bilanciere, il capo laterale è comunque più attivo rispetto all'anteriore, mentre nella variante con manubri l'attivazione tra capo anteriore e laterale è simile. Altre analisi più accreditate hanno mostrato che l'abduzione del braccio sul piano scapolare (in cui il braccio è flesso in orizzontale di circa 30°), il capo latrerale del deltoide mostrava una maggiore attivazione quando l'omero era intrarotato (empty can) rispetto a quando era extrarotato (full can). Ciò potrebbe portare a concludere che durante le alzate laterali con braccia extrarotate, l'attivazione del capo anteriore del deltoide sia relativamente maggiore. Bisogna inoltre sottolineare che anche la cuffia dei rotatori subisce una differente attivazione: sebbene tutti i quattro muscoli che compongono questo gruppo vengano reclutati attivamente durante l'abduzione del braccio, viene rilevato che gli extrarotatori (sottospinato e piccolo rotondo) vengono maggiormente attivati quando il braccio durante l'elevazione è intrarotato, mentre gli intrarotatori (il sottoscapolare) vengono maggiormente attivati quando il braccio è extrarotato. Visto che le alzate laterali inverse (a presa neutra o supina) prevedono l'abduzione del braccio da extrarotato, esse pongono chiaramente maggiore stress sul sottoscapolare rispetto agli extrarotatori, i quali risultano meno attivi perché portati in precontrazione, esercitando una minore stabilizzazione della spalla durante il movimento.

### Lateral raise machine
La lateral raise machine o lateral deltoids machine è la risposta alle alzate laterali alla macchina specifica. Questa è in grado di garantire un lavoro maggiormente controllato e isotonico che esclude fortemente i movimenti di cheating grazie al blocco del busto e delle gambe. Similmente a quanto accade con le alzate laterali ai cavi, la macchina è in grado di garantire una tensione meglio distribuita lungo tutto il range di movimento (ROM). Alcuni autori la suggeriscono ai principianti, non essendo necessaria una particolare concentrazione nell'assumere la posizione. Tuttavia, l'attività dei muscoli stabilizzatori e sinergici, come in tutte le macchine isotoniche, risulta piuttosto ridotta. Inoltre, dato il ROM altamente vincolato e poco fisiologico, e la natura monoarticolare, questo può influire negativamente sull'integrità articolare della spalla, già a rischio in questo tipo di movimento. A seconda del tipo di macchina, è possibile o meno regolare l'inclinazione della schiena o il livello di flessione dei gomiti. Nel caso la macchina presenti lo schienale di appoggio, si sarà obbligati ad eseguire il movimento con il busto verticale. Nel caso invece si tratti della macchina con l'appoggio sul petto, allora è possibile variare l'inclinazione del busto, e, se portato in leggera flessione, è possibile escludere il reclutamento sinergico del deltoide anteriore a favore del posteriore, riducendo anche il rischio di impingement. Se le alzate laterali di per sé presentano uno svantaggio a livello articolare data la loro traiettoria poco fisiologica e il rischio di impingement, la lateral deltoids machine enfatizza questo rischio, vincolando il movimento, e riducendo lo stimolo dei muscoli stabilizzatori della spalla (cuffia dei rotatori), essenziali per preservarne l'integrità e prevenire infortuni.

## Errori e infortuni
Diversi autori e atleti sostengono che mantenere sempre la massima intrarotazione del braccio porti ad ottenere un maggiore isolamento del capo laterale del deltoide. Questa variante è riconoscibile dal fatto che, una volta raggiunta la linea orizzontale, il gomito risulta poco più in alto rispetto al polso, col pollice rivolto in basso e il mignolo verso l'alto, oppure dal fatto che il movimento sembri imitare il gesto di versare l'acqua da una bottiglia. Nella fase di partenza lungo i fianchi, la posizione potrebbe risultare con il pollice rivolto verso i fianchi, e i mignolo verso l'esterno. La teoria del maggiore isolamento del capo laterale è stata effettivamente confermata (Reinold et al., 2007), presumibilmente perché l'intrarotazione porta potenzialmente ad un prestiramento del capo laterale e una precontrazione del capo anteriore. Ciò nonostante viene segnalato che l'intrarotazione pura dell'omero durante l'esecuzione porta in maggiore stress il sovraspinato, e può causare problemi articolari, oltre a ridurre i gradi di libertà dell'abduzione pura, fino a soli 60°. Infatti, durante l'abduzione in intrarotazione l’impingement è notabile già a 60° di abduzione. Peggio ancora, viene sottolineato il fatto che proprio l'abduzione del braccio in intrarotazione risulti in questo contesto la più lesiva, sebbene non sia chiaro se sia il sovraccarico sui tendini/muscoli della cuffia dei rotatori a causare l’impingement. L'esecuzione con i palmi verso il basso, o peggio in intrarotazione, riduce lo spazio subacromiale e può accelerare o aggravare la sindrome da impingement. Tale infortunio, che prende anche il nome di "sindrome da conflitto della cuffia dei rotatori", coinvolge i tendini dei muscoli che compongono la cuffia dei rotatori, i quali si vanno ad inserire sulla testa omerale. Il continuo movimento di abduzione in intrarotazione nel tempo genera infiammazione e dolore a carico di questi tendini a causa dello sfregamento e compressione della grande tuberosità dell'omero durante il passaggio nello spazio ristretto tra l'acromion della scapola. Intrarotando l'omero, il trochite dello stesso incontra prima il ponte osteo-legamentoso acromio-coraicoideo-clavicolare, limitando il movimento e causando dei danni a lungo termine. Per ovviare a questo problema, si suggerisce di eseguire altre varianti delle alzate laterali come quelle in posizione prona su panca inclinata 75°, oppure le alzate laterali inverse, cioè a presa neutra o supina (con braccio extrarotato).
Un altro errore comune nell'esecuzione delle alzate laterali è quello di partire con i manubri davanti al busto. Ciò non comporta alcun lavoro per il deltoide per la completa perdita di tensione, ma solamente un aiuto (cheating) nella fase concentrica per l'inerzia acquisita. Inoltre è bene ricordare che l'intervento del deltoide non diventa significativo fino ai 60° di abduzione, in quanto prima di questa soglia il compito di abdurre il braccio è a carico della cuffia dei rotatori, pertanto partire con i manubri davanti al busto non favirisce nemmeno un aumento dell'attività del deltoide.
Durante l'abduzione del braccio, gli elevatori delle scapole, in particolare i fasci superiori del trapezio, svolgono un ruolo importante man mano che il braccio si eleva. Alcuni soggetti potrebbero infatti scaricare una buona parte del lavoro sul trapezio incassando le spalle, e quindi elevando le scapole. L'intervento del trapezio discendente e degli altri elevatori della scapola è inevitabile durante il movimento di abduzione ben prima che il braccio raggiunga la linea verticale, e viene rilevato che il suo intervento aumenta di pari passo con l'aumento della fatica. Tuttavia, è stato dimostrato che è possibile ridurre notevolmente la sua attività in maniera volontaria (focalizzandosi nel mantenere le scapole basse), portando a distribuire un maggiore carico sui muscoli deputati all'abduzione del braccio (deltoide e cuffia dei rotatori). Sviluppare quindi la capacità di controllo degli elevatori delle scapole impedendo che queste si elevino durante l'abduzione si traduce in un maggiore stimolo per il deltoide.
Un comune movimento scorretto nelle alzate laterali è quello di elevare le braccia oltre i 90° di abduzione. A meno che l'omero non sia extrarotato (pollice è rivolto verso l'alto), questa posizione può aumentare il rischio di impingement sui tendini della cuffia dei rotatori sotto l'arco subacromiale.
Un ulteriore rischio per l'integrità articolare è rappresentato dall'errore di protendere la testa in avanti durante l'esecuzione. Ciò può contribuire a creare infortuni alla spina cervicale, promuovendo delle deformazioni posturali. La postura con la testa protesa in avanti (forward head posture) è caratterizzata da una funzione alterata della meccanica della zona cervicale. Questa causa un accorciamento e irrigidimento dei muscoli suboccipitali, dello sternocleidomastoideo e dello scaleno anteriore, e un'eccessiva debolezza dei lunghi muscoli estensori cervicali, dell'elevatore della scapola e degli adduttori delle scapole. Questo può portare non solo a cervicalgie, ma anche a disfunzioni dell'articolazione temporomandibolare e mal di testa. La protrusione della testa durante gli esercizi in cui i muscoli del collo sono sotto carico è stata anche collegata con un aumentato rischio di erniazione discale cervicale. Ciò nonostante, alcune ricerche hanno segnalato che le alzate laterali possano rappresentare un'alternativa all'esercizio delle scrollate (shrugs) durante la riabilitazione da un dolore cervicale cronico.

## Aspetti anatomici e biomeccanici
Per quanto riguarda la maggiore attività tra capo anteriore e capo laterale del deltoide, gran parte dei testi di anatomia riconosce nel capo laterale il principale abduttore del braccio. Infatti l'articolazione della spalla può essere abdotta dai muscoli le cui fibre sono inserite sul fulcro della testa omerale. Analizzando l'anatomia funzionale della regione corporea si riesce a comprendere che solo il deltoide laterale e il sovraspinato riescono ad adempiere propriamente al movimento di intera abduzione. Viene rilevato che anche il capo anteriore abbia un ruolo, seppur di minore importanza, nell'abduzione del braccio, ed è stato teorizzato che a braccia extrarotate (come nelle alzate laterali inverse) esso riesca ad aumentare la sua attività prevalendo sul capo laterale. Alcuni studi elettromiografici sull'analisi dell'attivazione muscolare durante l'esecuzione della shoulder press (in cui il movimento prevede analogamente un'abduzione del braccio in extrarotazione) hanno rivelato che, almeno nella variante con bilanciere, il capo laterale è comunque più attivo rispetto all'anteriore, mentre nella variante con manubri l'attivazione tra capo anteriore e laterale è simile (Paoli et al, 2003). Studi più recenti hanno mostrato che durante la shoulder press su smith machine (movimento guidato), l'attività del capo anteriore sia risultata molto maggiore rispetto a quella osservata durante le alzate laterali ai manubri o ai cavi (Botton et al., 2013). Infine, ricerche dirette più accreditate hanno mostrato che durante l'abduzione del braccio sul piano scapolare (in cui il braccio è flesso in orizzontale di circa 30°), il capo latrerale del deltoide mostrava una maggiore attivazione quando l'omero era intrarotato (empty can) rispetto a quando era extrarotato (full can) (Reinold et al., 2007). Viene dimostrato che il capo anteriore abbia un maggiore ruolo sul piano anteriore (o sagittale), mentre il capo laterale intervenga maggiormente sul piano frontale (o coronale) e scapolare, ma la loro attivazione può essere relativamente modificata in base alla rotazione dell'omero durante l'alzata.

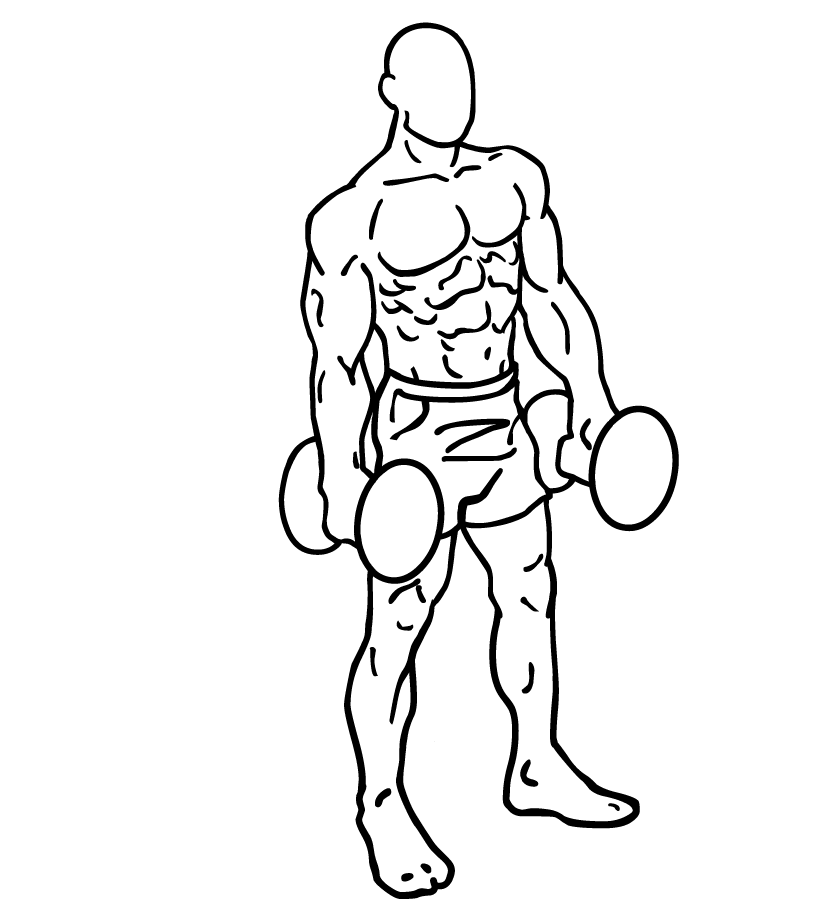
Fase iniziale di un'alzata laterale classica: durante i primi 30-60° del movimento il gruppo muscolare responsabile dell'abduzione è la cuffia dei rotatori, non il deltoide.

Nei primi 60° nei movimenti di elevazione del braccio assume una maggiore importanza la cuffia dei rotatori, mentre perde sempre più rilievo fino a risultare insignificante già a 120°. Quello che viene poco considerato, è che al di sotto dei 60° di abduzione l'attività è a carico della cuffia dei rotatori, in particolare del sovraspinato e non del deltoide, anche se ricerche più recenti hanno ridiscusso questa ipotesi, rilevando che anche il deltoide e molti altri muscoli sinergici in realtà intervegano già nei primi gradi di abduzione. L'abduttore principale nei primi 60° del movimento è il sovraspinato che, dando la direzione verso l'esterno alla testa omerale, grazie alla sua inserzione sul trochite, permette l'inizio dell'abduzione; senza questo intervento il deltoide, per la sua inserzione distale (tuberosità deltoidea omerale) porterebbe la testa omerale a salire verso la volta acromion coracoidea. Anche se nel movimento di abduzione viene solitamente citato solo il sovraspinato, in realtà diversi studi elettromiografici segnalano che anche gli altri tre fasci che compongono questo gruppo (sottospinato, sottoscapolare, piccolo rotondo) intervengano in questi movimenti in maniera pari al sovraspinato. Sia i deltoidi che la cuffia dei rotatori quindi partecipano in maniera significativa all'abduzione del braccio, con le seguenti stime: il 35-65% è a carico del deltoide laterale, il 30% del sottoscapolare, il 25% dal sovraspinato, il 10% dal sottospinato, e il 2% dal deltoide anteriore. Inoltre viene segnalato che la rotazione del braccio riesca ad influenzare il reclutamento dei muscoli coinvolti nell'elevazione della spalla: mentre gli extrarotatori (sottospinato e piccolo rotondo) vengono maggiormente attivati quando il braccio durante l'elevazione è intrarotato, gli intrarotatori (il sottoscapolare) vengono maggiormente attivati quando il braccio è extrarotato. Visto che le alzate laterali prevedono l'abduzione del braccio da intrarotato, queste pogono chiaramente maggiore stress sul sovraspinato, sottospinato e piccolo rotondo rispetto ad sottoscapolare, il quale risulta meno attivo perché portato in precontrazione. Ciò naturalmente ad eccezione delle alzate laterali inverse che prevedono la condizione opposta.
Anche se poco considerato, anche il bicipite brachiale ha un ruolo nel movimento di abduzione del braccio, in particolare quando l'avambraccio è esteso. Si ipotizza che più l'avambraccio sia esteso sul braccio è più il bicipite intervenga nel movimento. Ciò a causa del principio di prestiramento che ne favorirebbe un maggiore reclutamento di pari passo all'estensione del gomito. Ciò può far comprendere come invece nella shoulder press il suo contributo non sia significativo proprio per la posizione precontratta.
Quando l'abduzione avviene a braccio intrarotato esso non può abdursi oltre i 60°, perché la grande tuberosità dell'omero crea un impingement sul processo acromiale e sul legamento coracoacromiale. I primi 60° di abduzione (prima che il braccio raggiunga l'orizzontale) vengono riconosciuti come il vero range di movimento dell'articolazione gleno-omerale, in opposizione alla mobilizzazione dell'articolazione scapolo-toracica (riguardante la scapola). Per quanto riguarda la distribuzione del carico tra gli abduttori della spalla (deltoide, cuffia dei rotatori) e gli elevatori della scapola (trapezio, romboidi, elevatore della scapola e gan dentato), viene riconosciuto che solo nei primi 30° di abduzione il movimento è pienamente a carico dei primi (soprattutto della cuffia, che nei primi gradi è predominante), mentre dopo i 30° la scapola comincia ad elevarsi per azione dei suoi elevatori. Ciò significa che durante il movimento delle alzate laterali, gli elevatori delle scapole quali trapezio, romboidi, gran dentato e elevatore della scapola, hanno un ruolo rilevante ben prima che il braccio raggiunga la linea orizzontale.
Muscoli coinvolti nell' abduzione del braccio:
- Muscolo deltoide (capo laterale e anteriore)*
- Muscolo sovraspinato
- Muscolo sottospinato
- Muscolo sottoscapolare
- Muscolo piccolo rotondo
- Muscolo bicipite brachiale

Muscoli coinvolti nell' elevazione della scapola:
- Muscolo trapezio (fasci discendenti o superiori)
- Muscoli piccolo e grande romboide
- Muscolo elevatore della scapola
- Muscolo gran dentato

*Il capo laterale prevale di gran lunga sull'anteriore, il quale risulta solo sinergico. Nel caso il movimento di abduzione preveda un movimento verso dietro (come nelle alzate laterali su panca 75°), il capo sinergico è quello posteriore e non l'anteriore.